# Wendener Hütte

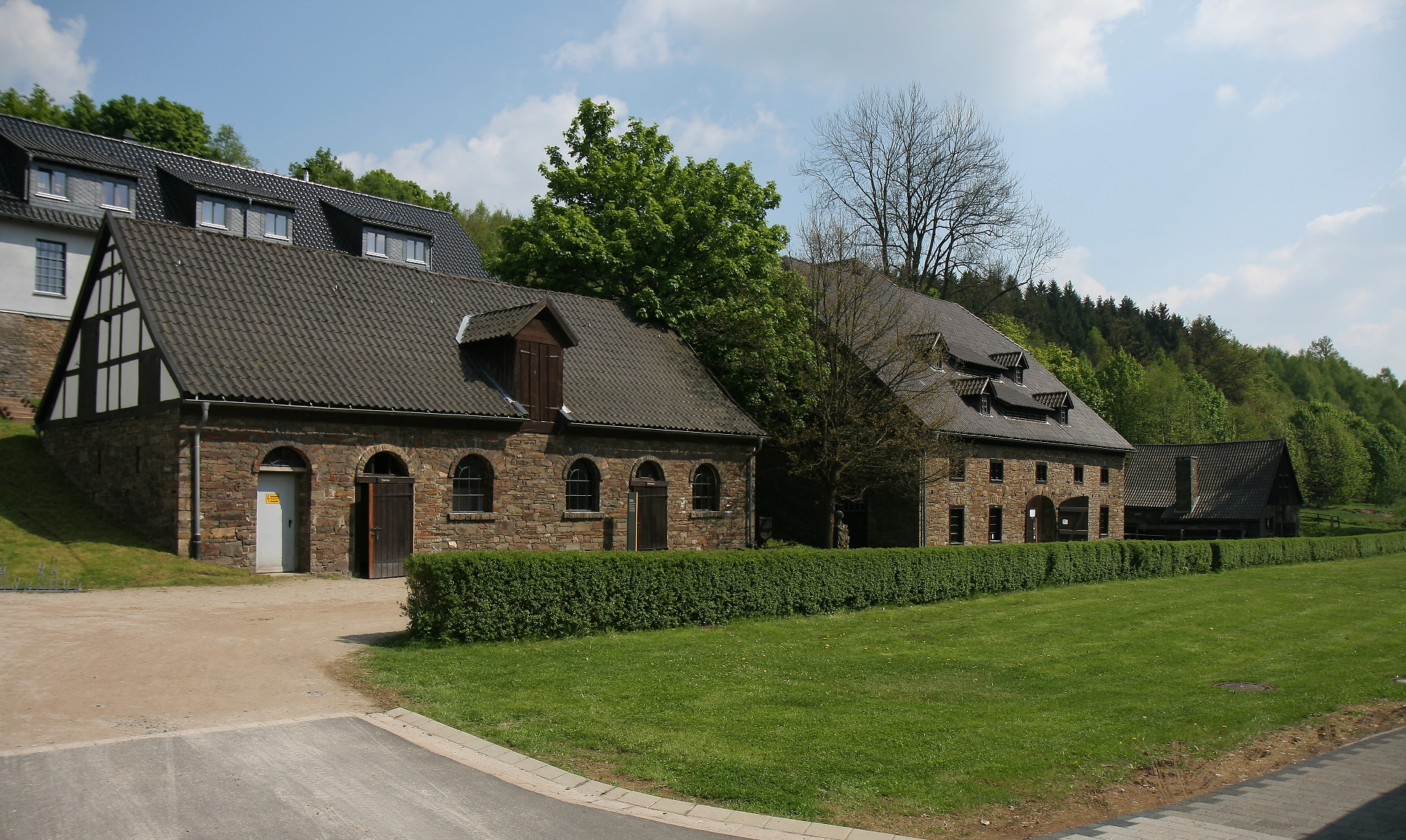
Von links nach rechts: Pferdestall, Gießhalle und Hammerwerk

Die Wendener Hütte ist als altes Eisen- und Hammerwerk ein technisches Kulturdenkmal. Es entstand 1728 noch in vorindustrieller Zeit und bestand bis in die Zeit der Industrialisierung. Der Hochofen wurde 1866 stillgelegt. Die Anlage befindet sich in der Sauerländer Gemeinde Wenden im Ortsteil Wendenerhütte und kann als Museum besichtigt werden. Sie ist eine der ältesten Hochofenanlagen Deutschlands.

## Hintergründe

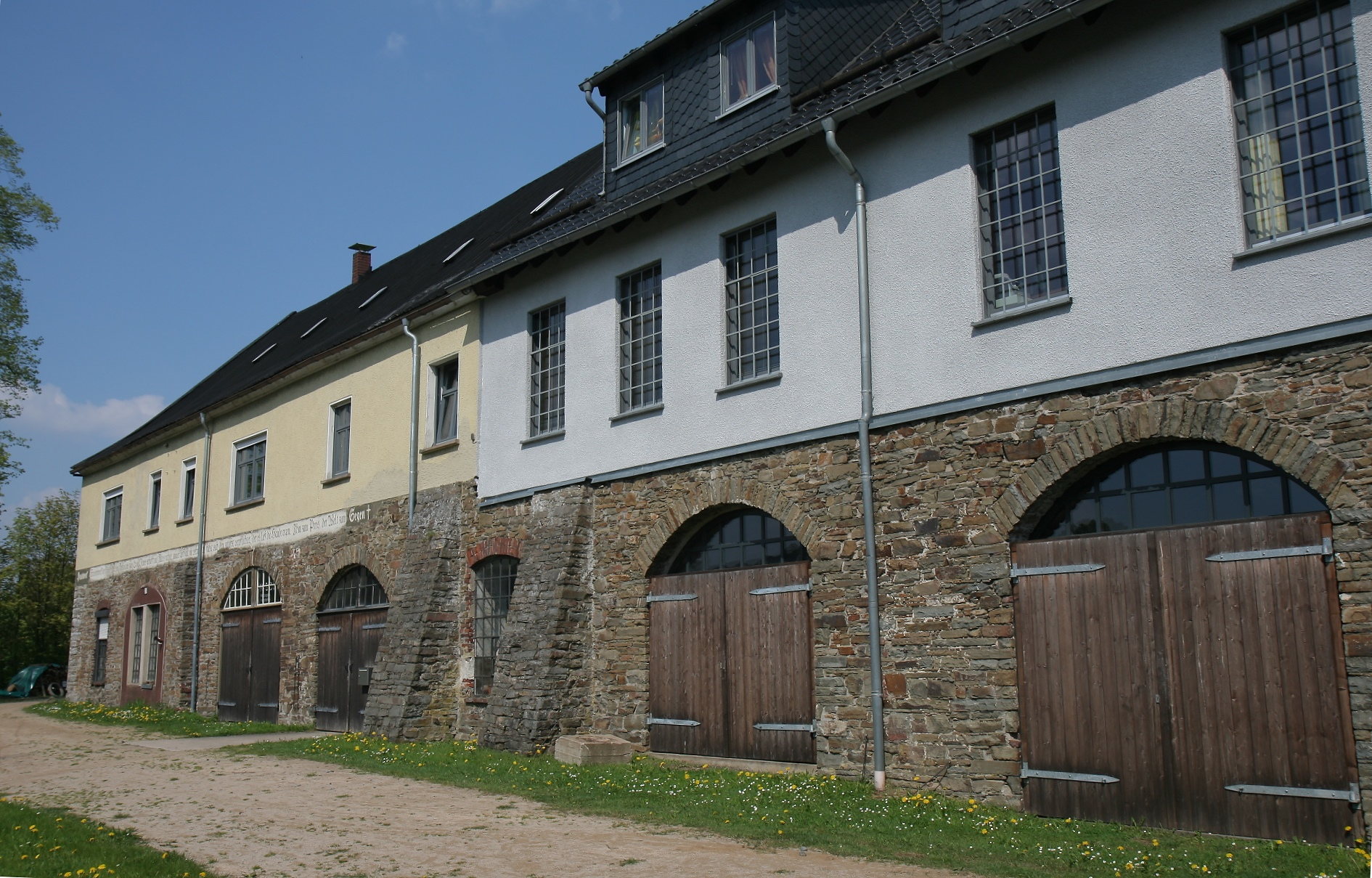
Rohstoffmagazin

Teile des heutigen Kreises Olpe entwickelten sich seit der frühen Neuzeit auf der Basis von Bergbau, Eisenerzeugung und -verarbeitung zu dem wichtigsten gewerblichen Zentrum des Herzogtums Westfalen. Nach Einbrüchen im Gefolge des Dreißigjährigen Krieges erfuhr das Gebiet im 18. Jahrhundert einen neuen Aufschwung. Spezialisiert war der Raum Olpe insbesondere von der Herstellung von Eisenblechen, die vor allem von den Fertigwarenproduzenten in der Grafschaft Mark abgenommen wurden. Die notwendigen Halbfertigwaren stammten zwar zu einem Teil aus dem benachbarten Siegerland, aber auch aus der näheren Umgebung. Diese basierten auf dem Eisenbergbau und der Holzkohleproduktion der Region. Im Kreis Olpe bestanden noch 1855 7 Hüttenwerke, von diesen lagen allein 5 in der Umgebung von Wenden.

## Unternehmensentstehung

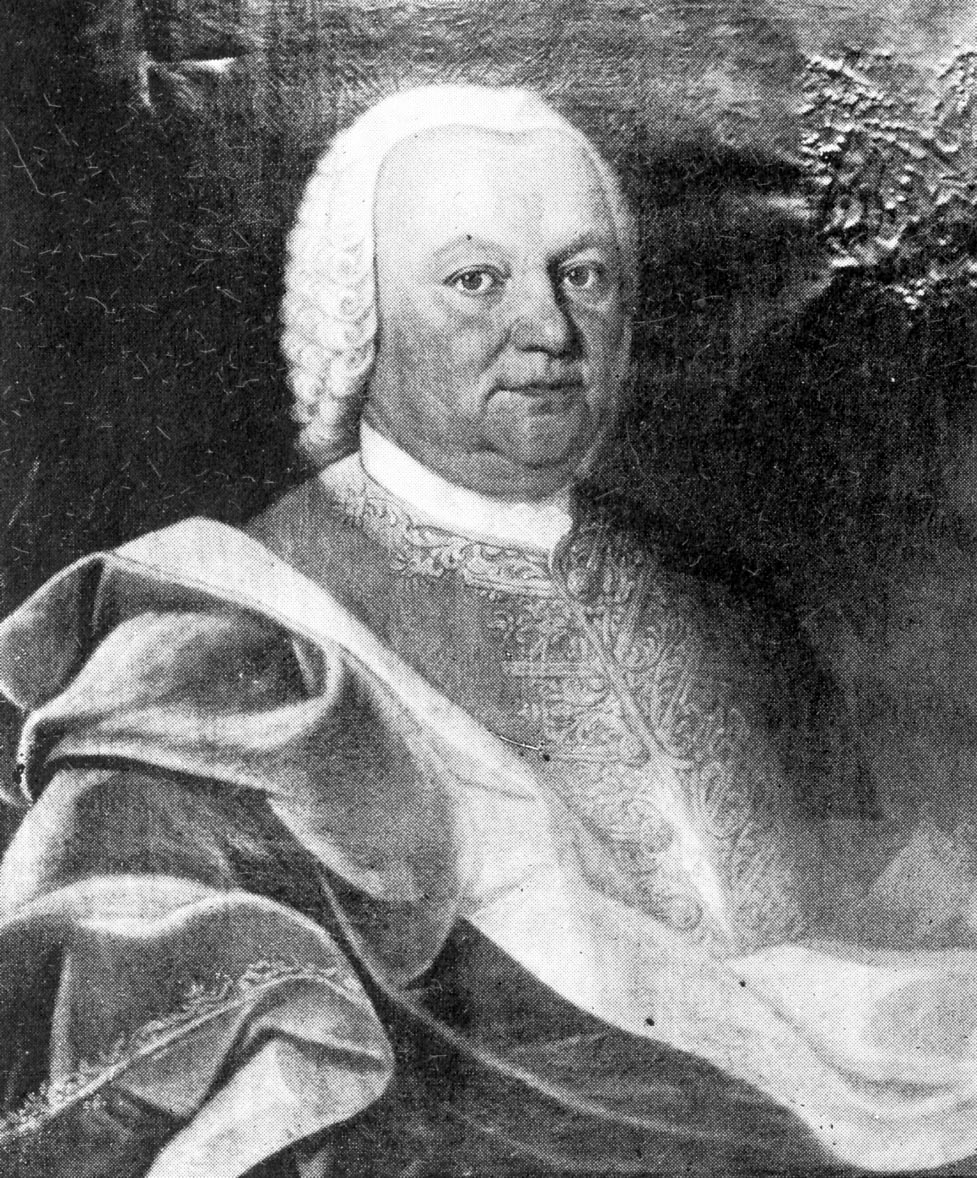
Wilhelm Remy 1702–1761

In der Nähe des späteren Hüttenstandorts bestand um 1534 ein Hammerwerk. In den folgenden Jahrhunderten fehlen jedoch jegliche Nachrichten über eine eisengewerbliche Produktion. Im Jahr 1728 gründeten Johannes Ermert und sein Vater das Hüttenwerk. In der Verleihungsurkunde wurde ausdrücklich auf das frühere Hammerwerk Bezug genommen. Das Gelände gehörte zuvor dem Kloster Drolshagen. Ein Grund für die Errichtung der Hütte an dieser Stelle dürfte der Erwerb von Eisensteingruben in der Nähe gewesen sein. So war Ermert zuvor das Bergwerk Schmidtseifen bei Möllmicke verliehen worden. Der Bau der Werksanlage hat Ermert allerdings finanziell überfordert. Es war eine Hüttenwerk, ein Wohnhaus, ein Kohleschuppen und ein Hammerwerk entstanden. Anteile gingen daher 1731 an zwei auswärtige Unternehmer darunter auch Wilhelm Remy aus Bendorf über. Die beiden Geldgeber investierten 2500 Reichstaler in den Betrieb und sollten dafür einen Anteil des Gewinns bekommen. Da das Unternehmen weiterhin Verluste einfuhr, wurden weitere Gelder nötig. Remy schoss ausweislich der Bilanz von 1736 weitere 7500 Reichstaler zu. Damit war Remy der Hauptgläubiger und eigentlicher Besitzer des Unternehmens. Ermert blieb Verwalter und Hüttenmeister. Das Hüttenwerk blieb bis zur Betriebseinstellung im Besitz der Familie Remy. Diese war damals die bedeutendste eisengewerbliche Familie am Mittelrhein. Nach dem Tod von Wilhelm Remy haben seine Nachkommen (Johannes Remy, Johann Friedrich Remy und Johann Wilhelm Remy) den Familienbesitz neu strukturiert. Der Hüttenfachmann Gerhard Beyer wurde Miteigentümer und es wurde als neue Firma die Wendener Hütten- und Hammergewerkschaft Brüder Remy & Beyer gegründet. Nach dem Tod aller bisherigen Gewerken 1820 ging die Hütte in den Besitz von Louis Remy über.

## Rohstoffbasis
Das Unternehmen profitierte von der Nähe der Eisengruben im benachbarten Siegerland. Teilweise gegen den Protest von siegerländer Interessenten wurde nicht nur Erz importiert, sondern die Hütte erwarb eigene Bergwerke oder Anteile von Gruben bis in den Westerwald hinein. Nur ein Bruchteil des Erzes stammte aus dem Herzogtum Westfalen selbst. Die nötige Holzkohle stammte von meist adeligen Waldbesitzer und verfügte auch über einen eigenen Wald. Interessanterweise hat das Unternehmen bereits 1774 und 1783 Steinkohle genutzt. Besonders groß war die Bedeutung der Grube Goldene Haardt im Saynschen.

## Produktion und Absatz
Die Hütte produzierte vor allem Stahlkuchen, den sie wegen der niedrigen Kohlenstoffanteile für relativ niedrige Kosten frischen konnte. Hergestellt wurden auch Roheisenmasseln. Der 1728 erbaute Stahlhammer wurde 1774 in einen Raffinierhammer umgewandelt. Mit diesem ließ sich hochwertiges Eisen zur Herstellung von Fertigwaren produzieren. Im Jahr 1803 wurde einige hundert Meter entfernt ein weiterer solcher Hammer errichtet. Die Rohstahlproduktion wurde in andere Hämmer etwa in Langenei, Kickenbach, Maumke, Lenhausen, Borghausen oder Herrntrop verlagert. Zuletzt kam 1802 noch der Siepertinger Hammer bei Eslohe hinzu. Die Hämmer wurden vom Hüttenwerk entweder gepachtet oder ganz erworben. Zwischen 1774 und 1783 stellte die Hütte nicht nur Halbstoffe her, sondern mit Pflugscharen auch Fertigwaren. Die Produktionsmenge lag Mitte des 18. Jahrhunderts bei jährlich durchschnittlich 480 Tonnen. Dies war deutlich mehr als die Hoppecker Hütte (315 Tonnen), die Olsberger Hütte (277 Tonnen) oder gar die Wocklumer Hütte (159 Tonnen) produzierten.
- Gebläseantrieb
- Wasserrad und Hammerwelle

Die Produkte waren für ihre Qualität bekannt. Das Hauptabsatzgebiet waren anfangs neben Schmieden in der Nachbarschaft die märkischen und bergischen Gewerbezentren. Später kamen auch die Niederlande hinzu. Auch die Geschäftsbeziehungen im Herzogtum Westfalen weiteten sich aus. So bestanden Geschäftsbeziehungen mit dem Kloster Drolshagen oder mit Unternehmern aus Olpe, Attendorn und Drolshagen.

## Bedeutung und Ende
Louis Remy hat vergeblich versucht, das Puddelverfahrens, das er bei einem Auslandsaufenthalt in England kennengelernt hatte, in Wenden einzuführen. In seiner Zeit wurde die Technik von Hochofen und Gebläse gleichwohl mehrfach modernisiert. Unter anderem wurde anstelle des rechteckigen ein runder Hochofenschaft errichtet. Er ließ zwischen 1827 und 1830 ein neues repräsentatives Faktorei und Wohngebäude erbauen. Für seine Bedeutung spricht, dass er 1851 zum Präsidenten der Handelskammer für die Kreise Olpe, Arnsberg, Meschede und Brilon (heute Industrie- und Handelskammer Hellweg-Sauerland) gewählt wurde, auch wenn er das Amt aus Gesundheitsgründen kaum praktisch ausgeübt hatte. Kurz vor seinem Tod initiierte er noch die Beteiligung der Hütte und zahlreicher Firmen des Kammerbezirks an der Weltausstellung in Paris von 1855.
Die Wendener Hütte stand in direkter Konkurrenz zu dem eisenindustriellen Unternehmen im benachbarten Siegerland. In einem zeitgenössischen Bericht aus dem 18. Jahrhundert hieß es, dass die Hütte: „dem Siegerland und seinem Stahlcommercium mit Rohstahleisen und Kohle sehr großen Abbruch tue“. Ständige Erweiterungen und Umrüstungen hielten sie stets auf dem neuesten technischen Stand. Die maschinelle Ausstattung des Eisenwerks galt damals entsprechend als besonders hochwertig. Trotz der frühen Versuche Steinkohle einzusetzen hielt die Hütte auch wegen des fehlenden Eisenbahnanschlusses an der Holzkohle fest. Wie die anderen Hütten der Gegend auch, erlag sie letztlich der übermächtigen Konkurrenz der auf Steinkohle basierenden entstehenden Industrie im Ruhrgebiet und stellte 1866 endgültig ihren Betrieb ein.

## Die Hütte als Industriedenkmal

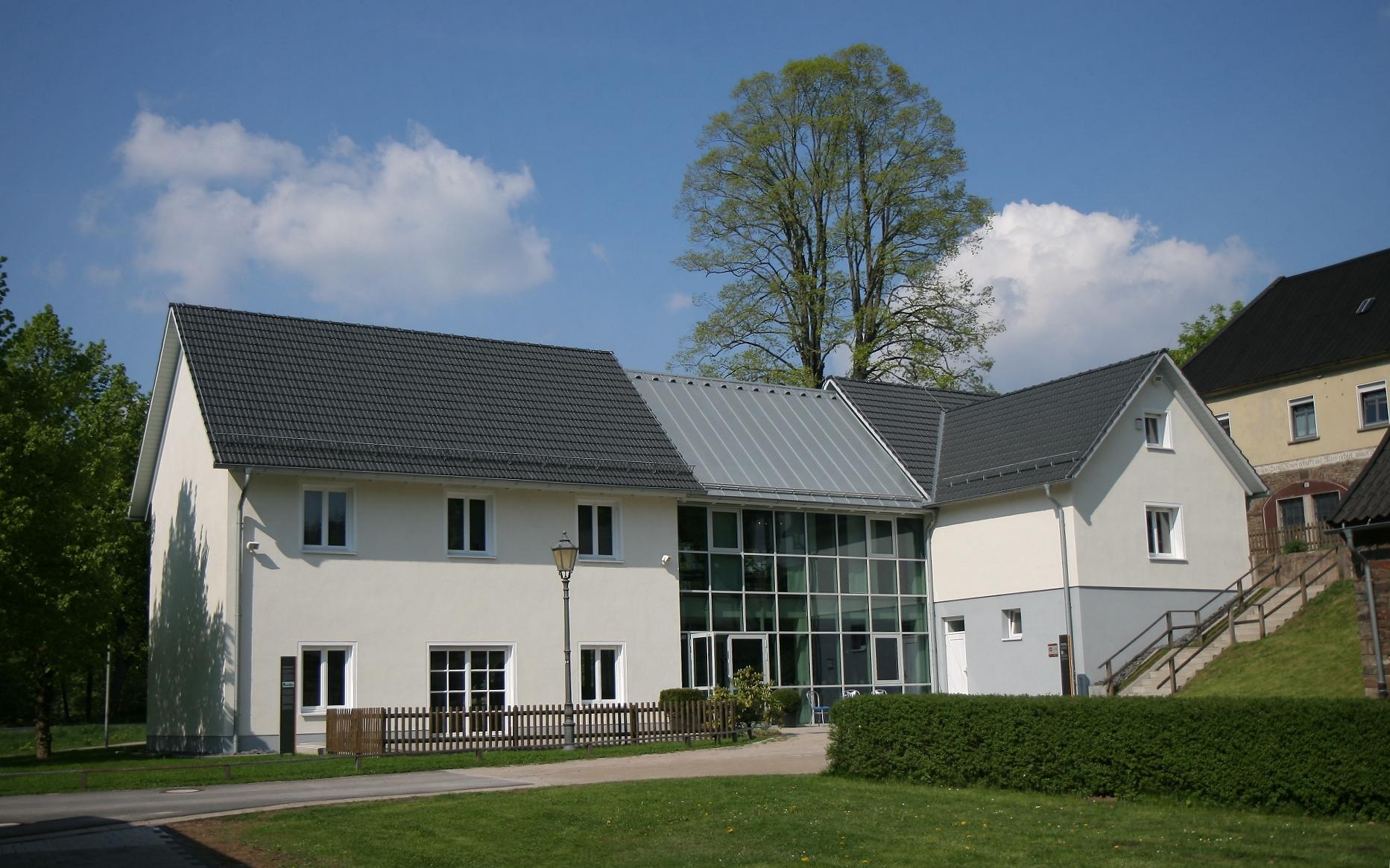
Ausstellungs- und Eingangsgebäude „Alte Faktorei“

Die Anlage besteht aus sieben Gebäuden: Wohnhaus, ehemaliger Pferdestall, Remise, Gießhalle mit Möllerboden und Hochofen, Dampfkesselhaus, Materiallager und Hammerwerk. Eine technikhistorische Besonderheit stellt der Hochofen dar. Er besitzt nicht mehr, wie in der Zeit noch weit verbreitet und in der Luisenhütte Wocklum noch erhalten, eine „offene Brust“, sondern einen so genannten „Stoßherd“. Von dieser nur kurze Zeit gebräuchlichen Übergangsform zur „geschlossenen Brust“ ist die in der Wendener Hütte erhalten.
Der Museumsverein Wendener Hütte ist Träger dieses einzigartigen technischen Kulturdenkmals. Seit 2007 gibt es ein neues Besucherhaus und ein kleines Museum über die Geschichte der Eisenherstellung. In dem Besucherhaus finden auch wechselnde Veranstaltungen und Ausstellungen statt.

## Hüttenarchiv
Ein beträchtlicher Teil der schriftlichen Überlieferung der Hütte ist erhalten und befindet sich heute im Westfälischen Wirtschaftsarchiv in Dortmund (Bestand WWA F 40). Im Bestand WWA S 8/121 befindet sich noch ein Typoskript zur Geschichte der Hütte.

## Literatur

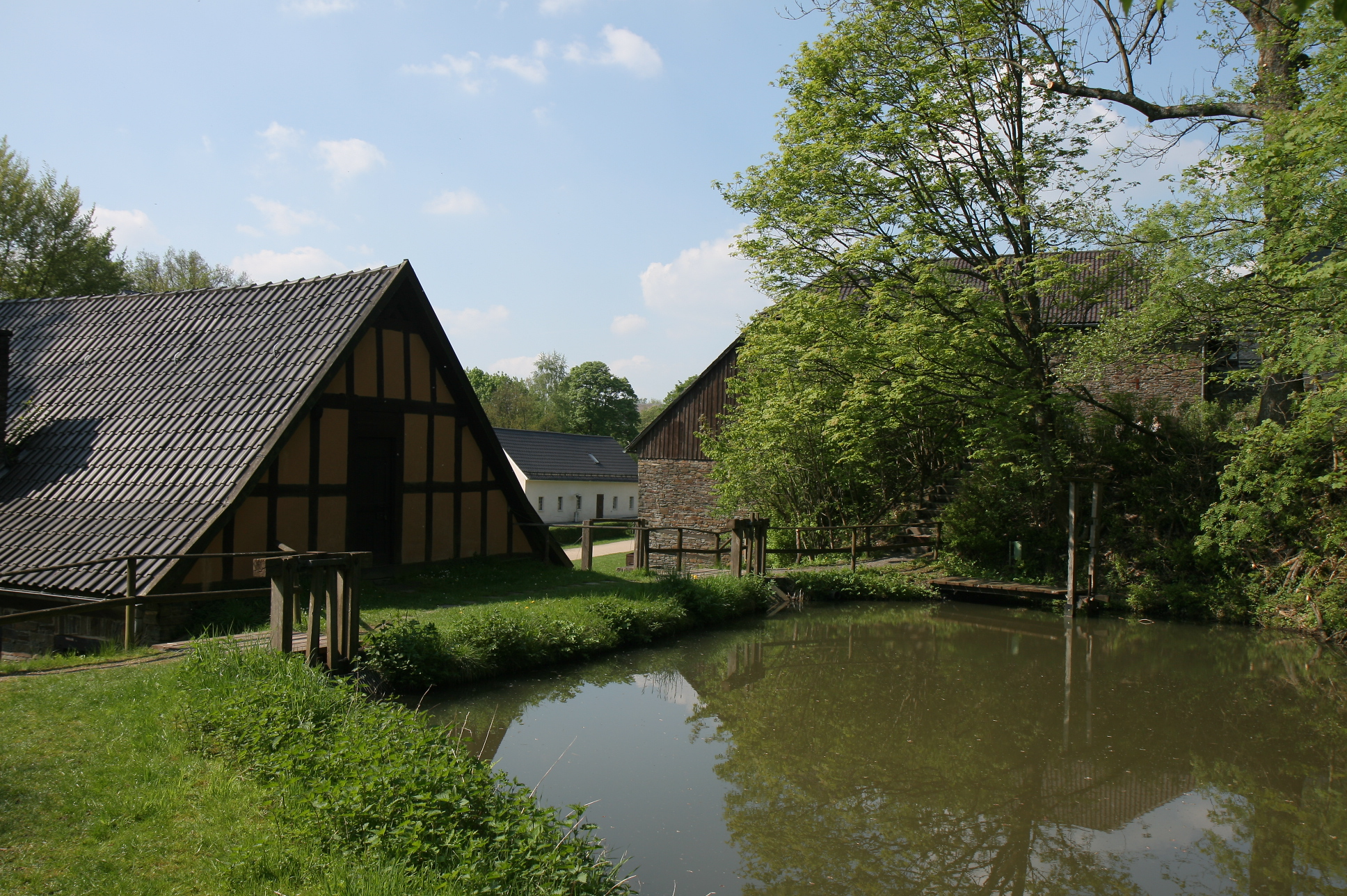
Teich hinter dem Hammerwerk